# Атаманов, Виктор Васильевич
Виктор Васильевич Атаманов (31 августа 1910 — 1 июля 1971) — советский тренер по лёгкой атлетике. Заслуженный тренер СССР

## Биография
Родился на станции Кашира Московской губернии в 1910 году. Работал на московской фабрике «Пятилетка» сменным мастером, начальником цеха, начальником производства. В 1932 году окончил Московский политехникум им. В. И. Ленина. Параллельно активно занимался лёгкой атлетикой: спринтом, барьерным бегом. Выступал на Чемпионатах Москвы и на отраслевых первенствах.
Впервые приехал в Ленинград в 1932 году. Заочно окончил ГДОИФК им. П. Ф. Лесгафта. Во время блокады Ленинграда продолжал трудиться в городе. Тренировал в ДСО «Азот» и «Буревестник» (1950—1971). Был старшим тренером сборной команды Ленинграда по спринту и барьерному бегу (1951—1956), заместителем председателя городской федерации лёгкой атлетики (1960—1971), членом тренерского совета Всесоюзной федерации лёгкой атлетики (1959—1971).
Занимался педагогической и научной деятельностью. Преподавал в ШВСМ ГДОИФК (1956—1971). Доцент кафедры лёгкой атлетики ГДОИФК им. П. Ф. Лесгафта (1969).
За десятилетия своей тренерской деятельности подготовил множество выдающихся спортсменов: олимпийских призёров Юрия Литуева и Эдвина Озолина, чемпионок СССР в метании диска А. Попову, В. Зиновьеву, призёра чемпионата мира П. Солопову.
Заслуженный тренер СССР (1960).
Принимал участие в организации и проведении спортивных мероприятий. Имел статус судьи всесоюзной категории.
Умер 1 июля 1971 года, похоронен на Северном кладбище Ленинграда.

## Награды
- Медаль «За трудовое отличие» (16.09.1960) — за успешные выступления в XVII летних и VIII зимних Олимпийских играх 1960 года, а также за выдающиеся спортивные достижения[3]